# Col des Issartets
De Col des Issartets is een zadel op het plateau van de Aubrac in het Centraal Massief in Frankrijk. Over dit zadel tussen de valleien van de Crueize en Triboulin (beiden horen tot het stroomgebied van de Lot) loopt de autosnelweg A75. Op dit punt bereikt de A75, die het gehele Centraal Massief doorkruist van noord naar zuid, zijn hoogste punt en is hiermee de hoogste autosnelweg van Frankrijk.